# タイランド湾ラーニングパーク
タイランド湾ラーニングパーク及びサムットプラカーン市展望台（タイ語：อุทยานการเรียนรู้อ่าวไทย และหอชมเมืองสมุทรปราการ）はサムットプラーカーン県にある学習施設である。

## 解説
約10年の歳月をかけて2022年に完成した当施設は、サムットプラーカーン県の名所の１つとなっており、内部は博物館になっている。エレベーターで移動可能な最上階（25階）は当地出身の僧侶の蝋人形や、チャオプラヤ川を跨いでバンコクとつながるプミポン橋に関する映像プログラムなどが展示され、23階は360度の景色が楽しめる。
　タイランド湾ラーニングパークは、サムットプラカーン博物館、図書館、市展望台、子供博物館の４つのエリアに分かれている。
| サブスタブ | この項目は、まだ閲覧者の調べものの参照としては役立たない、書きかけの項目です。この項目を加筆・訂正などしてくださる協力者を求めています。このテンプレートは分野別のサブスタブテンプレートやスタブテンプレート（Wikipedia:分野別のスタブテンプレート参照）に変更することが望まれています。 |